# Ошибневі
Ошибневі (Ophidiidae) — родина морських риб ряду Ophidiiformes. Назва походить від грец. ophis — «змія», оскільки зовні нагадують вугрів. Тим не менш, вони відрізняються від вугрів (Anguilliformes) за наявністю черевних плавців, які перетворені на роздвоєні вусикоподібні органи нижче рота.
Поширені у помірних і тропічних океанічних водах по всьому Світі. Живуть біля морського дна, часом на глибині більш за 2000 м. Abyssobrotula galatheae, відзначений на глибині Пуерто-Риканського Жолобу, є найбільш глибоководною рибою в Світі, оскільки живе на глибині 8370 м.
Найбільший представник — Lamprogrammus shcherbachevi — росте до 2 м довжиною, але більшість видів менше за метр. На відміну від близьких до них живородних представників родини Bythitidae, ошибневі є яйцекладними, личинки живляться планктоном.
Лише деякі види мають промислове значення, серед таких найвідомішим є Genypterus blacodes.

## Таксономія
Родина містить близько 240 видів у 50 родах:

Підродина Brotulinae
- Рід Brotula

Підродина Brotulotaenilinae
- Рід Brotulotaenia

Підродина Neobythitinae
- Рід Abyssobrotula
- Рід Acanthonus
- Рід Alcockia
- Рід Apagesoma
- Рід Barathrites
- Рід Barathrodemus
- Рід Bassogigas
- Рід Bassozetus
- Рід Bathyonus
- Рід Benthocometes
- Рід Dannevigia
- Рід Dicrolene
- Рід Enchelybrotula
- Рід Epetriodus
- Рід Eretmichthys
- Рід Glyptophidium
- Рід Holcomycteronus
- Рід Homostolus
- Рід Hoplobrotula
- Рід Hypopleuron
- Рід Lamprogrammus
- Рід Leptobrotula
- Рід Leucicorus
- Рід Luciobrotula
- Рід Mastigopterus
- Рід Monomitopus
- Рід Neobythites
- Рід Neobythitoides
- Рід Penopus
- Рід Petrotyx
- Рід Porogadus
- Рід Pycnocraspedum
- Рід Selachophidium
- Рід Sirembo
- Рід Spectrunculus
- Рід Spottobrotula
- Рід Tauredophidium
- Рід Typhlonus
- Рід Ventichthys
- Рід Xyelacyba

Підродина Ophidiinae
- Рід Cherublemma
- Рід Chilara
- Рід Genypterus
- Рід Lepophidium
- Рід Ophidion
- Рід Otophidium
- Рід Parophidion
- Рід Raneya

## Галерея

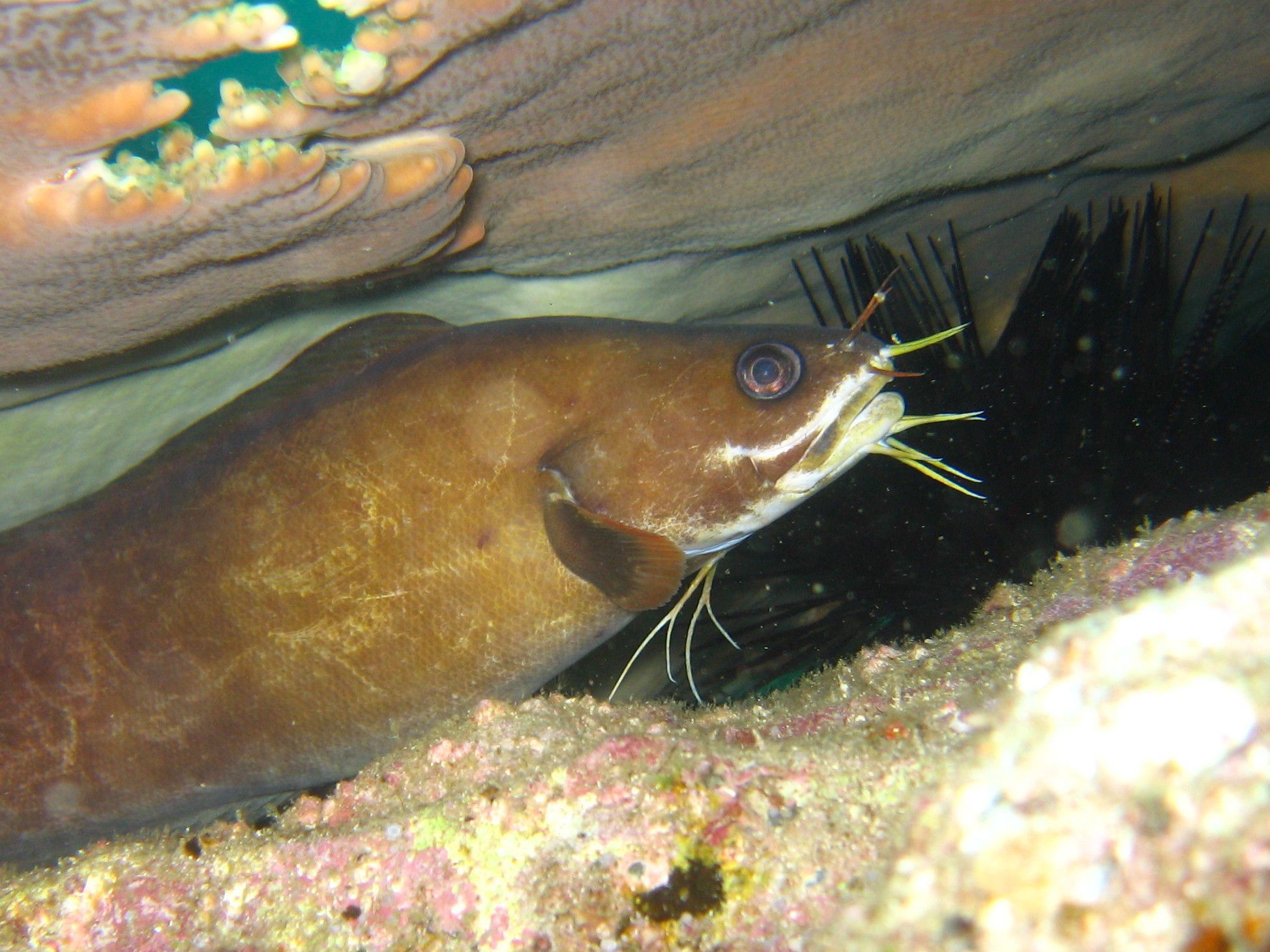
Brotula multibarbata (Brotulinae)
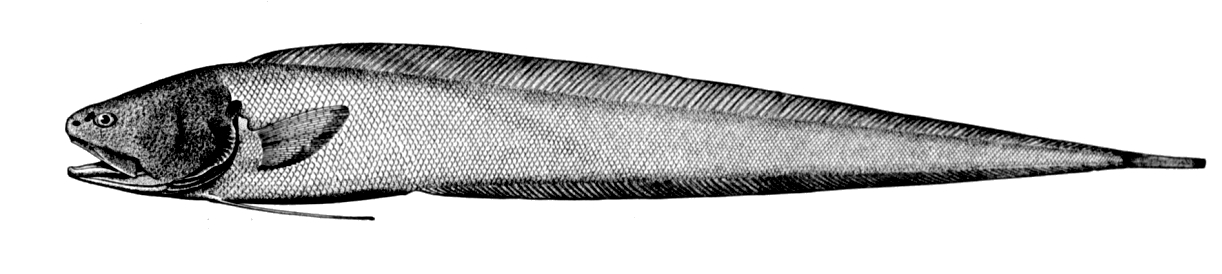
Bassozetus normalis (Neobythitinae)
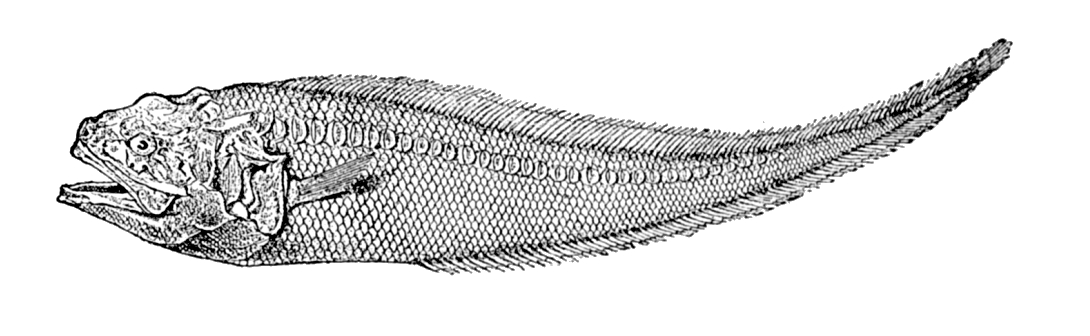
Lamprogrammus niger (Neobythitinae)
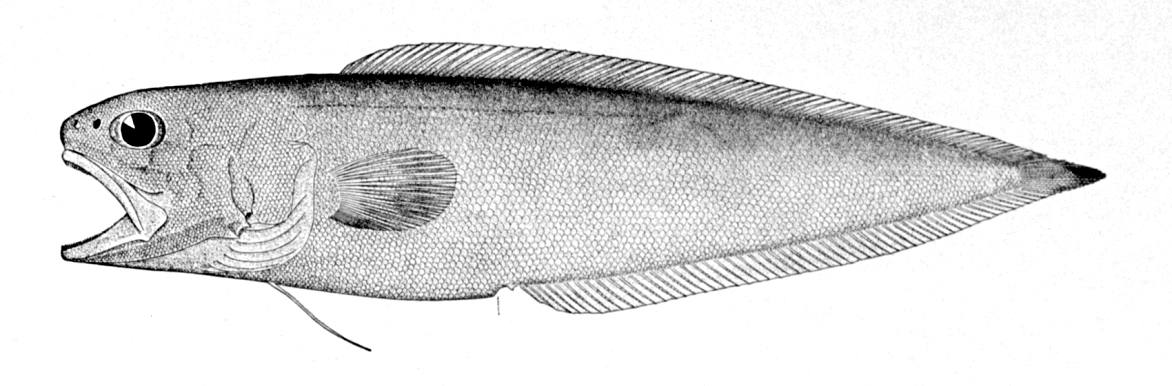
Monomitopus agassizii (Neobythitinae)
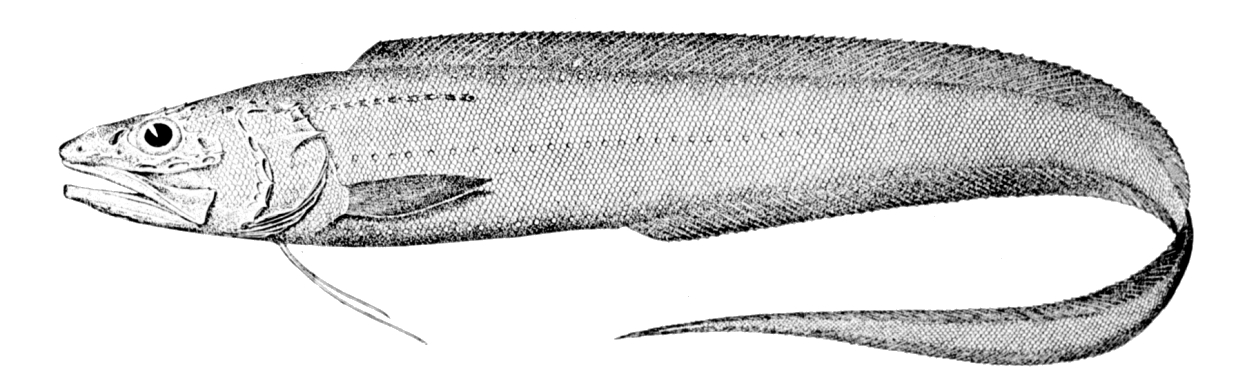
Porogadus miles (Neobythitinae)
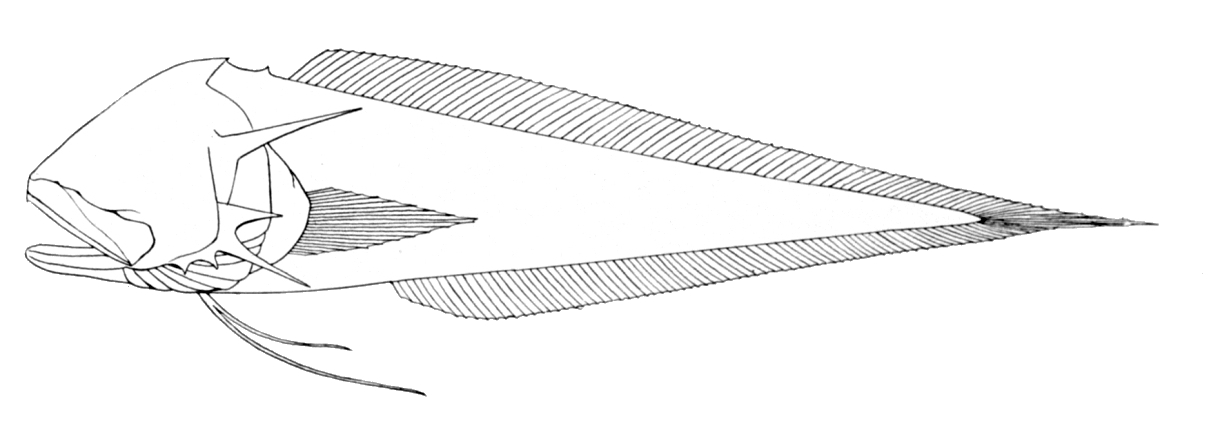
Tauredophidium hextii (Neobythitinae)
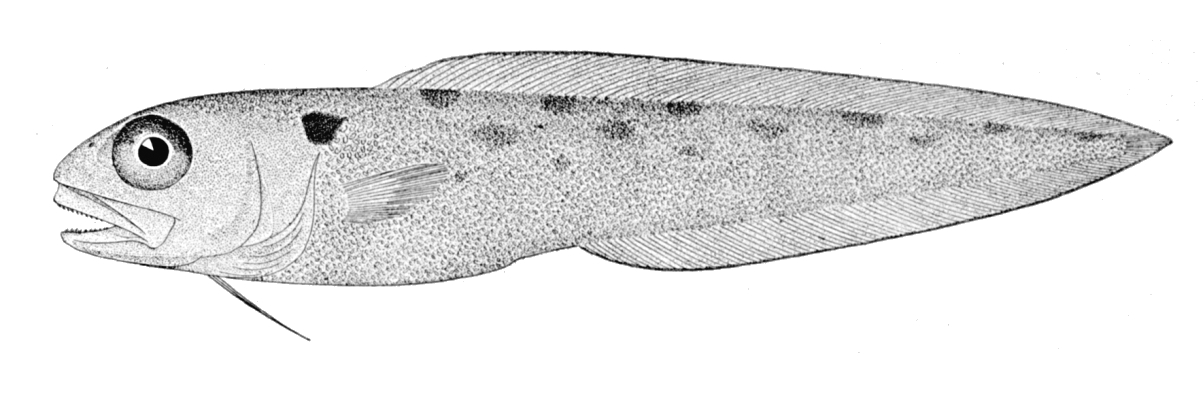
Otophidium omostigma (Ophidiinae)